# Frederico Augusto I de Oldemburgo
Frederico Augusto I de Oldemburgo (20 de setembro de 1711 - 6 de julho de 1785) foi um duque de Holstein-Gottorp que se tornou duque de Oldemburgo numa troca de territórios entre a Rússia e a Dinamarca.

## Família
Frederico Augusto foi o sexto filho, terceiro varão, do duque Cristiano Augusto de Holstein-Gottorp e da marquesa Albertina Frederica de Baden-Durlach. Entre os seus irmãos estava o rei Adolfo Frederico da Suécia e a princesa Joana Isabel de Holstein-Gottorp, mãe da czarina Catarina, a Grande da Rússia. Os seus avós paternos eram o duque Cristiano Alberto de Holstein Gottorp e a princesa Frederica Amália da Dinamarca. Os seus avós maternos eram o marquês Frederico VII de Baden-Durlach e a princesa Augusta Maria de Holstein-Gottorp.

## Duque de Oldemburgo
O czar Paulo I da Rússia, último duque de Holstein-Gottorp, entregou as terras do seu ducado à Dinamarca, que juntou Holstein-Gottorp ao seu estado de Holstein-Segeburg, criando assim o novo estado de Schleswig-Holstein. Como agradecimento pela herança do czar, a Dinamarca ofereceu-lhe o ducado de Oldemburgo, nomeando Frederico Augusto, um primo afastado, o seu sucessor neste território. Assim, Frederico Augusto inaugurou de fato a casa de Holstein-Gottorp no Condado de Oldemburgo, em substituição à casa de Oldemburgo.
O herdeiro de Frederico foi o seu filho mais velho que o sucedeu como duque Guilherme I de Oldemburgo.

## Casamento e descendência
Frederico Augusto casou-se com a condessa Ulrica Frederica Guilhermina de Hesse-Cassel. Juntos tiveram três filhos:
- Guilherme I de Oldemburgo (3 de janeiro de 1754 - 2 de julho de 1823), sem descendência.
- Luísa de Holstein-Gottorp (2 de outubro de 1756 - 31 de julho de 1759)
- Edviges Sofia Carlota de Holstein-Gottorp (22 de março de 1759 - 20 de junho de 1818), casada com o rei Carlos XIII da Suécia; sem descendência.